# Comuna urbană Murska Sobota
Murska Sobota (Mestna občina Murska Sobota) este o comună din Slovenia, cu o populație de 20.080 de locuitori (2002).

## Localități
Bakovci, Černelavci, Krog, Kupšinci, Markišavci, Murska Sobota, Nemčavci, Polana, Pušča, Rakičan, Satahovci, Veščica